# Франсіско Бонет Серрано
Франсіско Бонет Серрано (ісп. Francisco Bonet Serrano), відомий як Пако Бонет (ісп. Paco Bonet, нар. 27 червня 1959, Альмуньєкар) — іспанський футболіст, що грав на позиції центрального захисника, зокрема за «Реал Мадрид» та «Мальорку», а також за національну збірну Іспанії.

## Клубна кар'єра
У дорослому футболі дебютував 1978 року виступами за команду «Ельче Б». За рік почав залучатися до лав головної команди «Ельче».
1982 року перейшов до клубу «Реал Мадрид». Спочатку став одним із основних центральних захисників «вершкових», згодом був здебільшоо гравцем ротації. Загалом відіграв за королівський клубтри сезони своєї ігрової кар'єри. У розіграші 1984/85 виборов титул володаря Кубка УЄФА.
1985 року залишив головну команду «Реала» і, відігравши ще сезон за другу команду мадридців, 1986 року перейшов до «Мальорки». Провів у цій команді заключні три сезони своєї ігрової кар'єри.

## Виступи за збірну
У жовтні 1982 року дебютував в офіційних матчах у складі національної збірної Іспанії. Загалом протягом піврічного періоду провів у її формі 4 матчі.

## Титули і досягнення
- Володар Кубка УЄФА (1):

«Реал Мадрид»: 1984-1985